# Алфатар
 Тази статия е за града.  За полуострова в Антарктика вижте Алфатар (полуостров).  
Алфата̀р е град в Североизточна България. Той се намира в Област Силистра и е административен център на община Алфатар. По данни на ГРАО към 15 март 2024 г. в града живеят 1366 души по настоящ адрес и 1376 души по постоянен адрес.

## География
Алфатар е град в област Силистра, разположен на 20 км южно от Силистра и на 24 км от границата с Румъния. През Алфатар преминава железопътната линия Силистра – Самуил и първокласният автомобилен път Силистра – Шумен с отклонение за Добрич и Варна. Градът е разположен в Дунавската равнина, в Добруджа, на 188 м надморска височина. Климатът е умерено континентален. Преобладават черноземните почви, на места ерозирани.
В близост до града има гора-резерват в местността Каракуз.

## История
Алфатар е старо българско селище, известно от 1573 г.
През август 1773 година, по време на Руско-турската война, 400 семейства от селото се изселват в Руската империя. През следващата година те основават селището Олшанка в земите, определени за създаващата се по това време Бугска казашка войска. Разочаровани от безплодните земи, много българи решават да се върнат в родината, но са подложени на репресии от руските власти и са принудени насилствено да останат в Олшанка.
След Руско-турската война от 1828 – 1829 г. в Алфатар се заселват преселници от Сливенско и Ямболско. При освобождението от османско владичество селото е имало 2039 жители и е било сред най-големите добруджански села.
При избухването на Балканската война в 1912 година човек от Алфатар е доброволец в Македоно-одринското опълчение – Стефан Боздуганов.
Според Букурещкия мирен договор от 1913 г. селото остава в румънска територия. Населението оказва твърда съпротива срещу опитите на румънските власти за денационализация, участва в Добруджанската революционна организация и в революционното работническо движение в Румъния. Върнато е на България по Крайовския договор от 1940 г.
За кратко време Алфатар е преименувано в Генерал Лазарово (1942 – 1943), след което се възстановява днешното му име. По онова време е имало парна мелница, 6 вятърни мелници, 2 дарака и други дребни предприятия.
През 1974 г. Алфатар е обявен за град.

## Население
В 1903 г., според официалната статистика, в Алфатар има 2971 жители, 105 новородени, 46 женитби, грамотни 19 мъже и 6 жени.
Численост на населението според преброяванията през годините:
| \| Година на преброяване \| Численост \| \| --------------------- \| --------- \| \| 1934 \| 4120 \| \| 1946 \| 4358 \| \| 1956 \| 4042 \| \| 1965 \| 3648 \| \| 1975 \| 3250 \| \| 1985 \| 2901 \| \| 1992 \| 2468 \| \| 2001 \| 2122 \| \| 2011 \| 1633 \| \| 2021 \| 1264 \| |           |
| Година на преброяване | Численост |
| 1934 | 4120      |
| 1946 | 4358      |
| 1956 | 4042      |
| 1965 | 3648      |
| 1975 | 3250      |
| 1985 | 2901      |
| 1992 | 2468      |
| 2001 | 2122      |
| 2011 | 1633      |
| 2021 | 1264      |

## Религии
Жителите на Алфатар са християни.

## Икономика
В Алфатар има няколко фабрики и предприятия. Развити са земеделието и зърнопроизводството.

## Обществени институции
- Основно училище „Христо Ботев“
- Православен храм „Св. Троица“, основан през 1846 г., към който е създадено първото килийно училище. В него се съхраняват оригинални икони на тревненските майстори Досю Косев и Ангел Досюв. Храмът е паметник на културата от 30 г. и туристически обект.
- Добруджанска къща – туристически обект, представящ добре уредено добруджанско жилище от края на XIX и началото на ХХ век. Там е разгърната експозиция от автентични тъкани, мебели, костюми, предмети за дома и лозаро-винарски пособия.
- Народно читалище „Йордан Йовков – 1894“
- Народно читалище „Ведрина“
- Целодневна детска градина „Щастливо детство“
- Дом за стари хора – открит през 2004 г. Напълно реконструирана сграда, със съвременен интериор, финансирана със средства от Социалноинвестиционния фонд. Капацитет 40 души.

## Забележителности
В Алфатар има наслагване на няколко културно-исторически пласта, които разкриват естетиката, бита и нравите на траки, римляни, ранно-византийци, християни от Х век.
1. Скални манастири, датирани към Х век в местността „Суха чешма“, „Братила“.
2. Тракийски скални светилища в местностите „Баджалията“ и „Киринджика“ до с. Васил Левскии, тракийски могилен некропол в местността „Бистренски лозя“.
3. Праисторическа (енеолитна) селищна могила до с. Цар Асен.
4. Защитена територия „Липник“ в Каракуз.
5. Част от територията на защитена територия „Малък Канагьол“ /природна забележителност/.
6. Църква „Света Троица“, построена през 1846 г.

### Музеи
- Музейна сбирка при храм „Св. Троица“.
- Музейна сбирка при НЧ „Йордан Йовков“ – историята на Алфатар в документи, фотографии и предмети.

## Редовни събития
- Традиционния събор на града съвпада с православния празник „Свети дух“, който е и празник на храм „Св. Троица“;
- 22 април – Ден на земята, водата и въздуха;
- 1 юни – Ден на детето;
- 4 септември – Ден на Алфатар; На 4 септември 1974 г. село Алфатар е обявено за град.
- 12 октомври – Празник на община Алфатар по празничния календар на НСОРБ „Ден на българската община“
- Коледа – християнският празник на Рождество Христово.
- Лазаров ден
- Великден

## Личности

### Родени в Алфатар
- Петър Енчев (1888 – 1949) – български революционер, деец на Вътрешната добруджанска революционна организация и борец за освобождение на Добруджа от румънска власт.
- Стефан Боздуганов (3 август 1892 – 1 юли 1943) – Член на ЦК на Вътрешната добруджанска революционна организация (ВДРО). Върховен войвода на четите на ВДРО.
- Коста Дончев (р. 1942) – кмет, художник, публицист
- Димитър Карамочев (? – 1903) – Член на Вътрешната македоно-одринска революционна организация (ВМОРО). Районен началник на Разлог. Загива в сражение на 4 септември 1903 г. при връх Кукла в Пирин.

### Починали в Алфатар
- Владимир Мусаков (1887 – 1916) – писател

## Кухня
Характерна за алфатарската кухня е широката употреба на тестени изделия, мляко и сирене.

### Ястия
- Кавърма /баница/ – прави се с точени кори и заливка от яйца и каймак от прясно мляко за разлика от кавърмата в останалите региони на страната, която е месно ястие в гювече.
- Тиквеник /вита баница с настъргана тиква и орехи/.
- Петмез /„маджун“/ – мед от дини и т.нар. сладка пръчка.
- Агнешко месо с булгур на пещ – традиционно ястие за християнските празници „Гергьовден“ и „Св. Дух“.
- Агнешко чеверме.
- Бахур и „баба“ /пълнено, едро смляно свинско месо/ – традиционно за Коледа
- Пилешка, агнешка, свинска кавърма /яхния/.
- Яхния със сини сливи.
- Курбан.
- Кончета и магаренца – обредни питки, които се правят на Тодоровден за здраве на впрегатните животни.
- Точена торта.
- Рогачки – листове за баница, които се пекат върху сач или върху плота на печка на дърва, традиционни за християнския празник Сирни Заговезни.

### Напитки
- Кайсиева ракия
- Гроздова ракия
- Крушеница – традицонна безалкохолна напитка